# Censura in Italia
La censura in Italia è vietata. La libertà di espressione è sancita dall'art. 21 della Costituzione. 
Al 2015 Freedom House ha classificato la stampa italiana come Partly Free ("parzialmente libera"), mentre nel rapporto dello stesso anno Reporter senza frontiere pone l'Italia al 73º posto per la libertà di stampa.

## Storia

### Censura nel Risorgimento
Nel periodo che segue il Congresso di Vienna (1814-1815), in territorio italiano era in atto un incisivo controllo sulla stampa da parte delle monarchie. Nelle capitali dei vari stati, e nei centri urbani più importanti, in genere usciva solo un foglio ufficiale della monarchia, generalmente intitolato Gazzetta, che serviva per la pubblicazione delle leggi e di una cronaca attentamente selezionata.
Oltre a questi tuttavia erano presenti dei periodici letterari e culturali, dove potevano essere espresse nuove idee. Nel 1816, su iniziativa degli austriaci, a Milano fu fondato un mensile letterario intitolato Biblioteca Italiana, in cui vengono invitati a collaborare (non sempre con successo) oltre 400 fra intellettuali e letterati di tutta Italia. A questa rivista faceva da contraltare Il Conciliatore, periodico statistico-letterario vicino alle idee romantiche di Madame de Staël, che continuerà ad uscire fino al 1819, quando sarà costretto alla chiusura.
La situazione del giornalismo italiano comincia a cambiare con la nascita di numerosi fogli clandestini, stampati dai nuclei carbonari e dai movimenti rivoluzionari sotterranei, che porteranno ai moti del 1820-1821. Uno dei giornali più noti di questo periodo è L'Illuminismo, pubblicato nelle Legazioni pontificie nel 1820, ma abbiamo anche La Minerva di Napoli e La Sentinella subalpina di Torino.
Nello stesso periodo, anche negli ambienti liberali italiani ci fu un certo attivismo giornalistico. Risalgono a quegli anni infatti Antologia, giornale di scienze, lettere e arti, nato a Firenze nel 1821, i genovesi Corriere Mercantile del 1824 e L'Indicatore genovese, cui collaborò anche il giovane Giuseppe Mazzini.
Nel 1847 e nel 1848 furono promulgati gli editti di Pio IX e di Carlo Alberto, relativi alla libertà di stampa.

### Censura nel Regno d'Italia
La prima legge che introduceva un vero e proprio intervento censorio è quella relativa alle proiezioni cinematografiche e risale al 1913. Con questa legge si impediva la rappresentazione di spettacoli osceni o impressionanti o contrari alla decenza, al decoro, all'ordine pubblico, al prestigio delle istituzioni e delle autorità.
Il successivo regolamento, emanato nel 1914, elencava una lunga serie di divieti e trasferiva il potere di intervento dalle autorità locali di pubblica sicurezza al Ministero dell'Interno.
Nel 1920 con un Regio Decreto fu istituita una commissione, che fra le altre cose aveva il compito di visionare preventivamente il copione del film prima dell'inizio delle riprese.

### Censura durante l'epoca fascista
La censura, durante il regime fascista, consistente nella limitazione della libertà di stampa, radiodiffusione, assemblea e libertà di espressione, non fu creata dal Fascismo e non terminò con la fine di questo.
In data 31 dicembre 1925 entrò in vigore la legge n. 2307 sulla stampa, che disponeva che i giornali potessero essere diretti, scritti e stampati solo se avessero avuto un responsabile riconosciuto dal prefetto, vale a dire dal governo. Con l'approvazione del R.D. 26 febbraio 1928, n. 384 poteva essere iscritto all'ordine dei giornalisti solo chi non avesse svolto attività in contrasto con gli interessi della nazione. 
Il 6 novembre 1926 fu poi emanato il Testo unico di Pubblica sicurezza. Infine la circolare del 3 aprile 1934 firmata da Benito Mussolini (Circ. 442/9532) che conferì il potere di censurare una pubblicazione all'Ufficio stampa della Presidenza del Consiglio, che si affiancò pertanto ai prefetti (e naturalmente li poté condizionare). Inoltre annunciò l'introduzione del sequestro preventivo delle pubblicazioni.
I principali scopi della censura erano:
- Controllo sull'immagine pubblica del regime.
- Controllo costante dell'opinione pubblica come strumento di misurazione del consenso.
- Creazione di archivi nazionali e locali (schedatura) nei quali ogni cittadino veniva catalogato e classificato a seconda delle sue idee, le sue abitudini, le sue relazioni d'amicizia e sessuali, costituendo così di fatto uno stato di polizia.

La censura fascista combatteva ogni contenuto ideologico in contrapposizione al fascismo o lesiva del prestigio della nazione.
La censura nel settore dei media veniva posta in atto dal Ministero della cultura popolare (Min.Cul.Pop.), che aveva competenza su tutti i contenuti che potessero apparire in giornali, radio, letteratura, teatro, cinema, ed in genere qualsiasi altra forma di comunicazione o arte.
Nel 1930 fu proibita la distribuzione di libri con contenuti di ideologia marxista. Questi libri erano segregati in sezioni speciali delle biblioteche pubbliche, non aperte al pubblico. Per avere accesso a questi testi bisognava ottenere una autorizzazione governativa, che veniva concessa dietro la presentazione scritta di chiari propositi scientifici o culturali. Grandi falò di libri si verificarono sin dal 1938: le opere contenenti temi sulla cultura ebraica, la massoneria, l'ideologia comunista, vennero rimosse dagli occulti scaffali di biblioteche e librerie. Per poter evitare i sequestri e le conseguenze delle ispezioni fatte dalla polizia fascista, molti bibliotecari nascosero le opere incriminate, ed in effetti in molti casi queste vennero ritrovate alla fine della guerra.

## La situazione attuale nei vari campi

### Musica
Nella musica italiana la censura viene attuata, a seconda dei periodi storici, per differenti motivi. Durante il fascismo, vengono censurate critiche al regime e satire nei confronti dei suoi esponenti. Persino le cosiddette "canzoni della fronda", apparentemente innocue, vengono fatte oggetto di censura.
Nell'immediato Dopoguerra, con l'ascesa al potere della Democrazia Cristiana, viene rinnovata la censura nei confronti della musica, dove si censurano maggiormente riferimenti che possano provocare turbamento. Oggetto di censura sono così la religione, caso particolarmente clamoroso Dio è morto cantata da I Nomadi, che viene censurata dalla Rai ma regolarmente trasmessa da Radio Vaticana. Altro argomento scabroso è il sesso, oggetto di una censura particolarmente feroce, come avviene ad esempio nel caso di Je t'aime... moi non plus, cantata da Serge Gainsbourg e Jane Birkin nel 1969, disco che viene sequestrato e la sua vendita proibita permanentemente.
La "morsa censoria" cattolica comincia ad allentarsi a partire dalla seconda metà degli anni settanta, tuttavia numerose censure continuano a essere praticate anche nei decenni successivi.

### Televisione
Nel novembre 2003 il presentatore Pippo Baudo tagliò le battute più spinose dette da Daniele Luttazzi, ospite del programma Rai "Cinquanta", nella puntata dedicata proprio alla censura televisiva.
Un altro episodio fu la cancellazione, nell'ottobre 2006, di una puntata del programma Le Iene, che avrebbe dovuto mandare in onda un test antidroga all'interno del Parlamento Italiano.
Come per tutto il resto dei mezzi d'informazione italiani, l'industria della televisione italiana è considerata, sia da fonti interne che esterne al paese, ampiamente politicizzata. Riprendendo un sondaggio effettuato nel dicembre del 2008, solo il 24% degli italiani crede ai programmi d'informazione tv, in netto svantaggio ad esempio con il dato della Gran Bretagna che è al 38%, facendo dell'Italia uno degli unici tre paesi esaminati dove le risorse informative online sono ritenute più affidabili di quelle televisive.
Molto spesso in Italia i cartoni animati e gli anime vengono tagliati o modificati anche in maniera massiccia per evitare scene di violenza o di sesso. Uno degli esempi più eclatanti è Naruto.
Inoltre, nel 2013, alcuni episodi di Peppa Pig sono stati trasmessi nei cinema senza alcuni pezzi, poiché considerati offensivi contro gli italiani.
L'8 dicembre 2008, la rete televisiva Rai 2 ha trasmesso una versione censurata del film I segreti di Brokeback Mountain nella quale due scene sono state tagliate (la scena dove è rievocata la prima relazione sessuale tra i due eroi e la scena dove si abbracciano). Il taglio ha suscitato le proteste dei telespettatori e delle associazioni omosessuali.
Nel 2009 la Rai e Mediaset si sono rifiutate di mandare in onda il trailer promozionale di Videocracy, un'analisi del potere della televisione e di come essa influenzi comportamenti e scelte della popolazione italiana, a causa di motivi, rispettivamente per Rai e Mediaset, "politici" e "di opportunità".
Nel 2010 in concomitanza con le elezioni regionali, sono stati sospesi i talk show informativi dell'intero panorama televisivo italiano, su ordinanza dell'AGCOM, poi abrogata dal TAR del Lazio con sentenza del 12 marzo 2010. In realtà poi rimasero sospesi alcuni talk show Rai, inclusi Porta a Porta, Ballarò e Annozero, come precedentemente sancito dal Consiglio d'amministrazione e poi ribadito dalla Commissione Vigilanza della Rai, in ottemperanza al pre-vigente ordinamento AGCOM.
Nel 2011 la Mediaset ha censurato un bacio gay nella serie "Gossip girl".
Il 6 settembre 2011 Rai 1 non ha trasmesso l'episodio 8 della quarta stagione della serie televisiva tedesca "Un ciclone in convento"., trasmettendo al suo posto l'episodio successivo. L'episodio censurato, dal titolo Un matrimonio fuori dal "comune", non venne trasmesso in quanto trattava di un matrimonio omosessuale. La cosa portò anche delle critiche e delle accuse da parte di Fabrizio Marrazzo, portavoce del Gay Center "La censura [...] della puntata [...] è un fatto politico oltre che culturale. Per questo è urgente che si sappia quali iniziative intende prendere la Commissione parlamentare di Vigilanza sulla Rai. In assenza di un provvedimento che chieda spiegazioni al direttore di Rai 1 e di adeguati provvedimenti contro questa ennesima censura omofoba [...], inviteremo i gay a non pagare il canone", Anna Paola Concia, deputata PD: “RaiUno è comunque fuori dalla realtà, dal sentire comune degli italiani, intenta a far da megafono a un centro-destra che è ossessionato dai gay”. Mauro Mazza, l'allora direttore di Rai 1, ha replicato con: “Nessuna volontà censoria da parte di RaiUno” e “L'imminente avvio della nuova programmazione della rete ci obbligava a togliere un episodio della serie”. “La scelta di non trasmettere la puntata in questione è stata una scelta editoriale ponderata proprio per evitare qualsiasi tipo di polemica su un tema di grande attualità che non poteva essere banalizzato”.
Nel 2012 è stata eliminata dal palinsesto di Rai 4 la serie "Fisica o chimica" per volontà dell'allora direttore generale della Rai Lorenza Lei. Il quotidiano Libero aveva evidenziato la presenza di alcune scene legate all'amore omosessuale tra due dei protagonisti (Fer e David). Tale scelta portò alle proteste e all'indignazione del direttore delle rete Carlo Freccero e da una parte della stampa spagnola, con titoli come ad esempio "Scandalizzato il Paese di veline e bunga bunga". Nel 2013 l'AGCOM diede ragione alla rete e a Carlo Freccero per la rimessa in onda della serie. In un comunicato l'Agcom afferma: “La serie tratta tematiche particolarmente sensibili quali le relazioni sentimentali e sessuali, la droga, i problemi alimentari, il rapporto genitori-figli, l'omosessualità, il bullismo, il razzismo; pur rilevando le criticità intrinseche alle tematiche trattate, si osserva che le scene analizzate appaiono, nel complesso, giustificate dal plot narrativo e che le modalità di rappresentazione delle stesse risultano scevre di attenzione morbosa e particolari gratuiti”.
Rai 3 ha censurato in parte il Concerto del Primo Maggio del 2015. La censura riguardava dei baci gay e alcune canzoni presenti nello show. La denuncia arriva dal presidente dell'Arcigay Flavio Romani, critico verso lo show in onda in diretta su Rai 3 dichiarando: “Sei coppie, due formate da gay, due da lesbiche e due da eterosessuali, avrebbero dovuto salire sul palco del concerto del Primo Maggio assieme a lo Stato Sociale e baciarsi ma la Rai lo ha impedito”. La Rai dal canto suo ha dato la colpa agli organizzatori dell'evento comunicando che: "In merito a quanto afferma il presidente dell'Arcigay, Flavio Romani, su un presunto divieto da parte della Rai di far salire sul palco del Concerto del Primo Maggio alcune coppie omosessuali che si sarebbero dovute baciare durante l'esibizione del gruppo Lo Stato Sociale, l'azienda precisa di non aver saputo nulla della questione e di non essere stata coinvolta in alcuna decisione in proposito da parte degli organizzatori dell'evento" e "Hanno deciso gli organizzatori".
L'8 luglio del 2016 Rai 2, nella prima messa in onda della serie Le regole del delitto perfetto, ha tagliato tutte le scene omosessuali o trattanti il tema presenti all'interno degli episodi mandati in onda, scatenando non poche proteste da parte delle comunità e associazioni LGBT (anche a livello internazionale) e da parte del web. Dopo la vicenda su Twitter è imperversato l'hashtag #RaiOmofoba che ha raggiunto la top ten italiana dei trend topic su Twitter.Gli stessi autori e attori della serie (dopo aver visto le differenze dalla versione integrale a quella mandata su Rai 2) hanno mostrato il loro sdegno e la loro perplessità nei confronti della censura operata sulle parti del telefilm. A causa delle proteste scaturite, la direttrice di Rai 2 Ilaria Dallatana si è scusata dando la colpa a "un eccesso di pudore" e rimandando in onda le puntate in versione integrale (senza censure) il giorno 10 luglio del 2016 in concomitanza con la finale del campionato europeo di calcio 2016 tra Francia e Portogallo. Anche la decisione di rimandare la puntata durante la finale del campionato di calcio europeo ha riscosso (seppure in chiave minore) proteste dal Web. Della vicenda si sono anche occupate diverse testate come: l'Huffington Post, Il Fatto Quotidiano, Il Foglio, La Repubblica e L'Espresso.
La questione ha coinvolto anche molte persone di spicco nel panorama (italiano e non) tra cui: il presidente della Commissione di Vigilanza Rai Roberto Fico, eletto nel 2013, che ha scritto nella sua pagina Facebook: "Un modo di agire che è all'opposto di quello che dovrebbe essere il servizio pubblico. Sarebbe questa la rivoluzione dell'azienda? La direttrice di Rai 2, che dovrebbe chiedere scusa, ha parlato di "eccesso di pudore”. Una giustificazione ridicola. Sarebbe ben altro che la Rai, in nome del pudore, dovrebbe cancellare dai propri palinsesti. Chiederò ufficialmente alla direttrice di Rai 2 delle scuse pubbliche e un'azione forte nei confronti dei responsabili di questo gesto. Non se ne può più di questo modo di intendere il servizio pubblico fermo ad un'epoca che non esiste più.". Il Direttore generale della Rai Antonio Campo Dall'Orto ha detto: “Quello che è successo con "Le regole del delitto perfetto" credo sia parte della trasformazione di un'azienda che ha riconosciuto di avere agito in un determinato ambito con un comportamento non adeguato al proprio tempo”. Il 10 luglio l'attore Jack Falahee, uno dei protagonisti della serie, colpito dalla censura in quanto presente nelle scene censurate, ha ringraziato vivamente Rai 2, tramite un tweet sul proprio profilo, per avere mandato le puntate della serie senza censure.

### Il casoReport
Nel 2009 la televisione di stato RAI tagliò i fondi per l'assistenza legale al programma televisivo d'inchiesta giornalistica Report (messo in onda da Rai 3).
Il programma si è sempre interessato di questioni molto sensibili, esponendo spesso i giornalisti ad azioni legali (esempio fra tutti l'autorizzazione alla costruzione di edifici che non rispondevano a specifiche tecniche di resistenza ai terremoti, casi di eccessiva e mala burocrazia, i lunghi tempi della giustizia italiana, prostituzione, scandali di malasanità, casi di banchieri falliti che segretamente possedevano dipinti e opere d'arte di altissimo valore, cattiva gestione dei rifiuti tossici e di diossina, casi di cancro causati dalle schermature antincendio in amianto (Eternit) e casi di inquinamento ambientale causati dalle centrali a carbone (Taranto).

### Il Rapporto sulla libertà di stampa

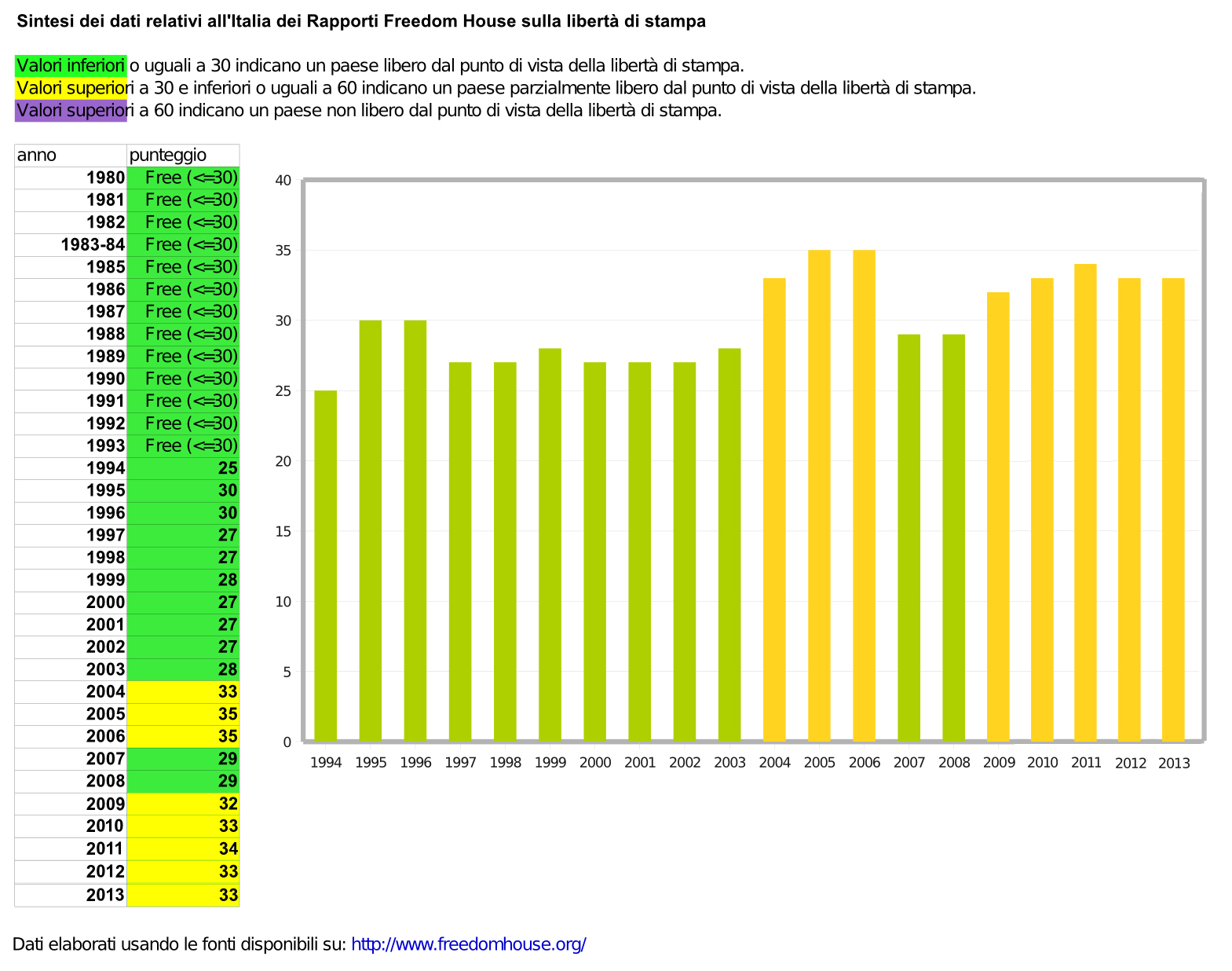
Sintesi dell'annuale della Freedom House riguardante la libertà di stampa in Italia dal 1980 al 2008.

Prima del 2004, nel rapporto dell'organizzazione statunitense Freedom House sulla libertà di stampa, l'Italia era sempre stata considerata "libera". Nel 2004 fu declassata a “Parzialmente Libera” a causa dei "20 anni di fallita amministrazione politica”, la “controversa Legge Gasparri del 2003” e soprattutto per tutte le “possibilità del primo ministro di influenzare la RAI (radiotelevisione italiana di stato), uno dei più lampanti conflitti d'interesse al mondo” (citazione del rapporto).
Lo status del resoconto risalì al grado libero dal 2007 al 2008 durante il Governo Prodi II, per tornare subito a parzialmente libero dal 2009 con il Governo Berlusconi IV. La Freedom House ha notato come l'Italia costituisca un “valore erratico regionale” e, più precisamente, che “l'attuale governo ha incrementato i tentativi di interferire con la politica editoriale della televisione di stato, in particolare per quanto riguarda la copertura degli scandali che circondano il presidente Silvio Berlusconi”.

### Il ruolo di Mediaset e la posizione di Silvio Berlusconi
Il controllo estensivo di Berlusconi sui media è stato ampiamente criticato sia da analisti che da organizzazioni per la libertà di stampa, che concordano nel considerare i media italiani con una limitata libertà di espressione. La Freedom of the Press 2004 Global Survey, uno studio annuale promosso dall'organizzazione americana Freedom House, per tali motivi ha più volte declassato l'Italia da Libera a Parzialmente Libera esplicitamente a causa dell'influenza di Berlusconi sulla Rai, una valutazione condivisa in tutta l'Europa Occidentale solo dalla Turchia. Reporter Senza Frontiere afferma che nel 2004 Il conflitto d'interessi che coinvolge il primo ministro Silvio Berlusconi e il suo vasto impero mediatico non è stato ancora risolto e continua a minacciare la democrazia informativa.
Nell'aprile del 2004, la Federazione Internazionale dei Giornalisti si unì a tali critiche, obiettando al passaggio di una legge respinta da Carlo Azeglio Ciampi nel 2003, che criticanti credono sia disegnata appositamente per proteggere il controllo al 90% del sistema televisivo italiano da parte di Silvio Berlusconi.
L'"Editto Bulgaro"
L'influenza di Berlusconi sulla RAI divenne evidente quando a Sofia, Bulgaria, espresse le sue opinioni sui giornalisti Enzo Biagi e Michele Santoro, e sul comico e attore Daniele Luttazzi. Berlusconi disse che “usano la televisione come un mezzo di comunicazione criminale”. Come risultato i tre persero il loro lavoro. Questa affermazione fu chiamata dai critici "Editto Bulgaro".
La trasmissione televisiva di un programma satirico chiamato Raiot fu censurata nel novembre del 2003 dopo che la comica Sabina Guzzanti aveva espressamente criticato l'impero mediatico di Silvio Berlusconi.
Nel 2006, all'uscita del film Il caimano di Nanni Moretti, la RAI acquisisce il film per un milione e mezzo di euro per 5 passaggi del film sulle reti RAI in altrettanti anni. Il film, che ricalca in molti punti e situazioni la figura di Silvio Berlusconi e soprattutto le questioni riguardanti i media e le sue controversie con la giustizia italiana, è stato trasmesso solo nel 2011.

### La "Par condicio"
La Mediaset, il gruppo televisivo di Silvio Berlusconi, ha affermato che esso utilizza gli stessi criteri della televisione pubblica (RAI) nell'assegnazione di un'appropriata visibilità ai più importanti partiti e movimenti politici (la cosiddetta par condicio) – tale affermazione è stata più volte confutata.
Nel mese di ottobre del 2009, il segretario generale di Reporter Senza Frontiere Jean-François Julliard dichiarò che Berlusconi è sul limite per essere aggiunto sulla nostra lista dei Predatori della Libertà di Stampa, rendendolo così il primo leader europeo della lista. Aggiunse anche che l'Italia sarebbe probabilmente posizionata all'ultimo posto nell'Unione Europea per quanto riguardava l'imminente edizione della lista annuale dei paesi in base alla libertà di stampa.

### Internet
A partire dalle richieste dell'autorità giudiziaria, della polizia postale e delle comunicazioni (tramite il Centro nazionale per il contrasto alla pedo-pornografia su Internet), dell'Agenzia delle Dogane e dei Monopoli e dell'Autorità Garante della Concorrenza e del Mercato, il conteggio dei siti oscurati in italia a luglio 2015 ammontava più di 6.400 siti Nell'elenco sono compresi anche siti web che contengono pedopornografia e alcuni siti che favoriscono la violazione del diritto d'autore attraverso la condivisione di file con protocolli paritetici. Da febbraio 2009, per esempio, il sito internet The Pirate Bay e il loro indirizzo IP è stato reso inaccessibile dall'Italia, bloccato direttamente dai fornitori di accesso a Internet e seguendo un verdetto definito dalla Corte di Bergamo, poi confermato dalla Corte Suprema definendo quest'azione utile per la prevenzione della violazione del diritto d'autore.
Un filtro pervasivo viene poi applicato ai siti di gioco d'azzardo che non abbiano una licenza per operare in Italia.
Vari strumenti legali vengono però anche utilizzati per monitorare e censurare l'accesso ai contenuti internet. Alcuni esempi sono dati dalle applicazioni della legge Romani, in seguito ai numerosi casi di gruppi Facebook creati contro il primo ministro Silvio Berlusconi.
Una legge anti-terrorismo venne promulgata nel 2005 dopo gli attacchi terroristici a Madrid e a Londra, con essa il ministro degli interni Giuseppe Pisanu restrinse l'apertura di nuovi hotspot, sottoponendo così le entità interessate ad una richiesta di permesso da aprire presso la Polizia di Stato di competenza e gli utenti di Internet ad identificazione, presentando un documento d'identità. Ciò inibì l'apertura di hotspot in tutta l'Italia, con un numero inferiore di 5 volte rispetto alla Francia e con la sostanziale assenza di network wireless municipali.
Nel 2009 solo il 32% degli utenti Internet italiani ha un accesso Wi-Fi.
L'Italia ha inoltre posto una restrizione ai bookmaker stranieri su internet, dando mandato ad alcuni ISP di deviare il traffico di alcuni host DNS.
I siti rimangono comunque utilizzabili tramite l'utilizzo di reti private virtuali, che aggirano i blocchi nazionali.
Nel 2022, in ottemperanza al pacchetto di sanzioni UE, anche in Italia risultano oscurati siti e app riconducibili al Cremlino, come Russia Today. Alcuni giornalisti riconducono la decisione a una nuova guerra dell'informazione tra il blocco occidentale e quello russo. La Federazione Europea dei Giornalisti contesta tale decisione.